# Loredana Marcello

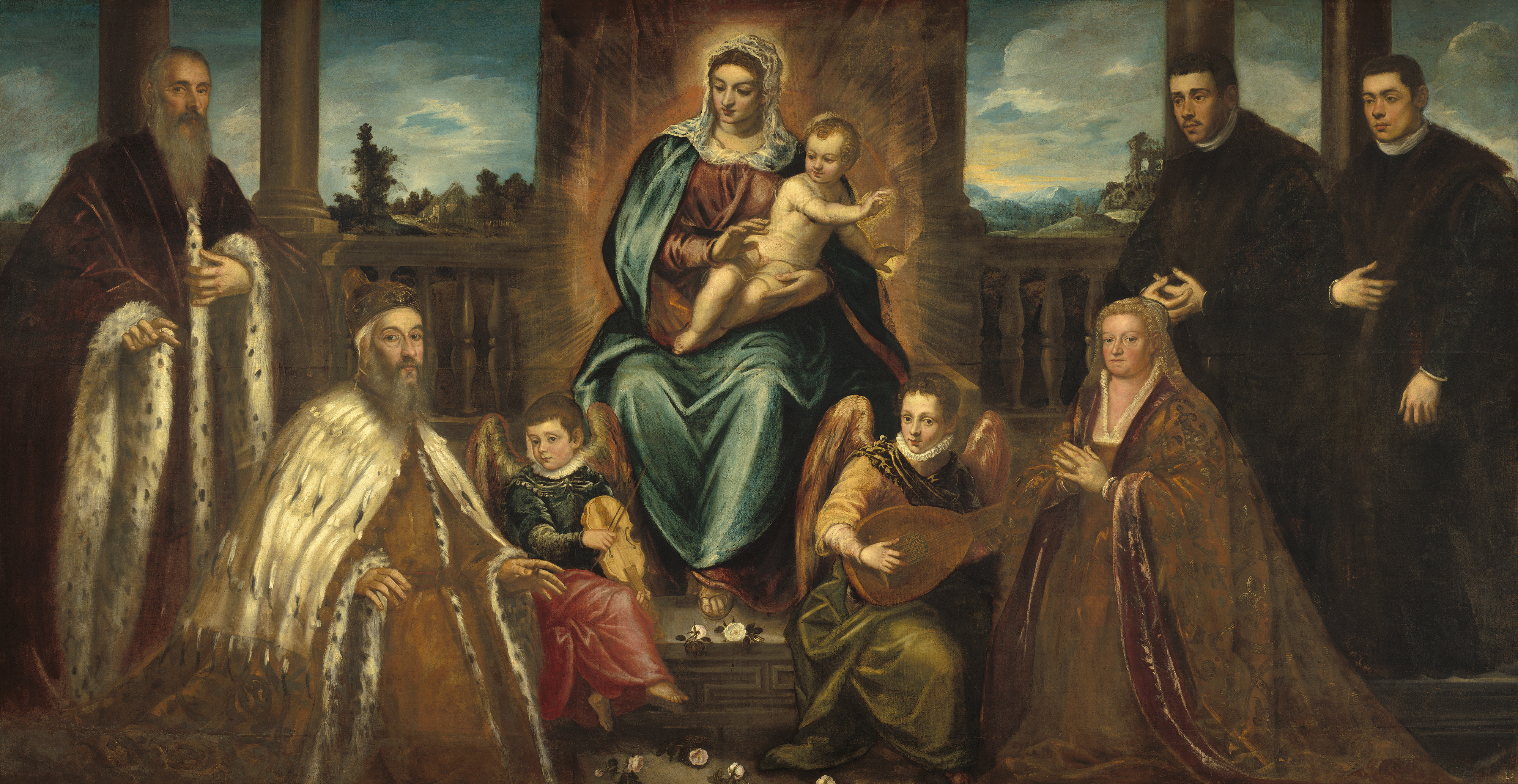
Jacopo Tintoretto: Der Doge und seine Familie vor Maria und dem Kind, Öl auf Leinwand, 216 mal 416 cm, National Gallery of Art; unten links der Doge, rechts die Dogaressa, links neben dem Dogen sein Bruder Giovanni, auf der rechten Seite seine Söhne Tommaso und Alvisetto. Häufig wurden die Gesichtszüge weiterer Familienmitglieder den Engeln gegeben, doch ist nicht klar, wer hier dargestellt sein könnte. Ursprünglich hing das Gemälde, von dem Teile ab 1570 entstanden sind, deren Fertigstellung wohl erst 1574/75 erfolgte, in einem Saal des Familienpalasts bei San Samuele. Im Hintergrund könnte der Besitz der Familie bei Villabona dargestellt sein.

Loredana Marcello (* 1518 in Venedig; † 11. Dezember 1572 ebenda) war vom Zeitpunkt der Wahl ihres Ehemanns, des Dogen Alvise Mocenigo I., nämlich vom 15. Mai 1570, bis zu ihrem Tod rund zweieinhalb Jahre lang Dogaressa der Republik Venedig. Das Paar war seit 1533 verheiratet und blieb kinderlos. Loredana Marcello war eine von nur vier Dogaresse des 16. Jahrhunderts und die einzige, die während der Amtszeit ihres Mannes und Dogen starb, nämlich an der Pest; sie war zugleich die erste, die auf dem gemeinsamen Grabmal eine Skulptur erhielt. Zudem wurde sie von Jacopo Tintoretto in einem Familienporträt dargestellt. Sie war naturwissenschaftlich gebildet und beschäftigte sich bei einem Lehrer am Botanischen Garten Padua mit dem Einsatz von Kräutern in einer Art frühen Palliativmedizin.

## Leben
Loredana Marcello di Alvise di Gian Francesco wurde 1518 geboren. Sie heiratete 1533 den späteren Dogen Sebastiano Venier. Dessen Mutter war Lucrezia Marcello di Alvise di Pietro. Loredana stammte aus einem anderen Familienzweig, als ihre Schwiegermutter, wie der Zusatz di Gian Francesco anzeigt. Damit bestand kein Ehehindernis wegen zu naher Verwandtschaft. Diese Verbindung war zudem günstig für die beiderseitigen Handelsinteressen, besonders für den Fernhandel der großen Familien. Auch steigerte diese Verbindung ungemein das Prestige, doch hatte das Paar keine Kinder und damit keinen Erben. Bereits am 3. Dezember 1549 hatte sie ein Testament aufgesetzt.

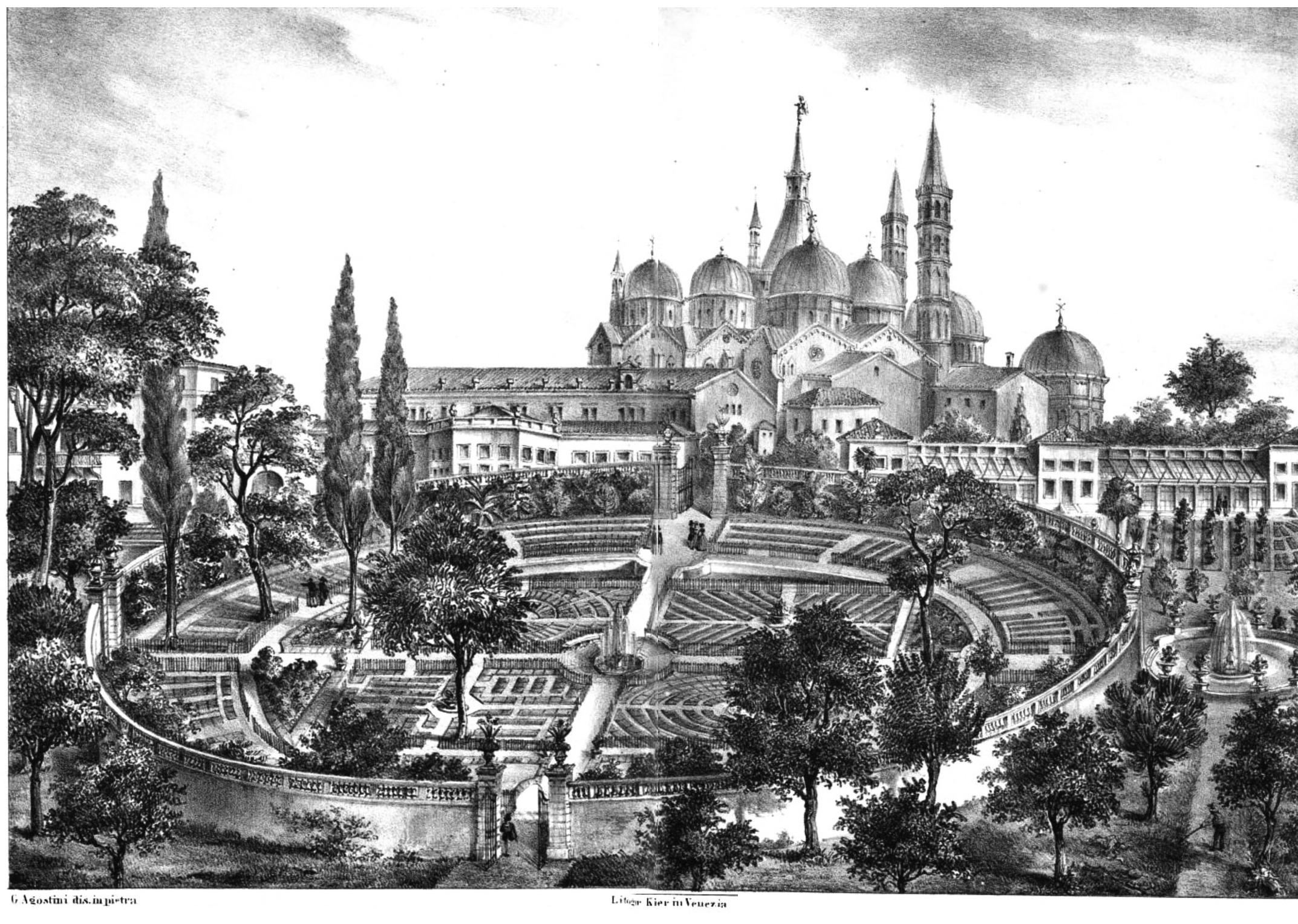
Der Botanische Garten von Padua (Orto dei semplici) in einem Druck aus dem 16. Jahrhundert, nachgedruckt in Roberto De Visiani: L’Orto botanico di Padova nell’ anno MDCCCXLII, Angelo Sicca, Padua 1842 („Giardino botanico di Padova“)

Loredana war naturwissenschaftlich und literarisch gebildet. So befasste sie sich mit botanischen Fragen, vor allem aber der Heilkunst im Zusammenhang mit der Pest. Dabei lernte sie bei Melchiorre Giuliandino, einem Lehrer am Orto botanico in Padua, dem ersten botanischen Garten, der 1545 zu diesem Zweck angelegt worden war. Da es keine Heilung gab, konnte es sich nur um eine Art früher palliativer Medizin handeln, eine Behandlung, die immerhin die Symptome lindern konnte und die das Denken über Krankheiten im Allgemeinen veränderte. Jüngst wurde Loredana Marcello geradezu als Erfinderin der Palliativmedizin entdeckt. Um die entsprechenden Kräuter ziehen zu können, legte sie einen Garten auf der Giudecca an. In ihrer Zeit war ihr Engagement weithin bekannt. So richtete der Herausgeber des Codice erbario, der um 1550 entstand, nämlich Pietro Antonio Michiel (1510–1575), zu Ende seines Lebens einen Widmungsbrief an die Dogaressa. Doch die wohl angestrebte Publikation kam allerdings nicht mehr zustande.
In einer Lobrede, entstanden zwischen 1570 und 1572, jedenfalls zu der Zeit, als Marcello Dogaressa war, spricht der Dichter Luigi Groto die Dogaressa als „Parona de Vegniesia“ (Patronin Venedigs) an.

## Tod, Darstellungen
Loredana Marcello starb am 11. Dezember 1572, noch bevor sie den feierlichen Einzug und die Krönung erlebt hatte. Das Doppelgrabmal für den verwitweten Dogen und seine Frau befindet sich in der Kirche San Zanipolo. Es wurde an der Westwand im Mittelschiff der Kirche errichtet. Das Monument aus istrischem Stein, entworfen und ausgeführt von Girolamo Grapiglia (fl. 1572–1621) und Francesco Contino, der es 1646 vollendete, hat einen zweigeschossigen Aufbau. Im zweiten Geschoss befinden sich die beiden Sarkophage mit den Liegefiguren zu beiden Seiten einer Skulptur des segnenden Christus.
Im sogenannten Ceremoniale, das 1593 auf Anordnung des Rates der Zehn durch den Sekretär Paolo Rena angefertigt wurde, und das die Wege der feierlichen Staatsrepräsentation aufzeigen sollte, befinden sich auch Beschreibungen der feierlichen Einzüge von Dogaresse, wobei vier Miniaturen in Band 1 eingefügt wurden. Diese Abbildungen stellen besagten Einzug, die Witwenschaft und das Totenkleid von drei Dogaresse dar. Diese waren Zilia Dandolo Priuli, Loredana Marcello Mocenigo und Cecilia Contarini Venier, und damit drei der vier Dogaresse des 16. Jahrhunderts. Damit wird ihre überaus herausgehobene Stellung im staatlich-öffentlichen Ritual deutlich, aber auch das Festhalten an Zeiten, in denen die Dogaressa persönlich anwesend war.
Sie war zudem auch die erste Dogaressa, die eine lebensgroße Darstellung auf dem Grabmal ihrer Familie erhielt. Dass dies ansonsten selten geschah, führte Holly Hurlburt auf den eher römisch-triumphalistischen Aufbau und die Fokussierung auf den heldischen Dogen zurück, ein die Persönlichkeit des Dogen des 16. Jahrhunderts viel massiver in den Mittelpunkt stellender Eindruck, der durch eine weitere, gar weibliche Skulptur gestört worden wäre.
Darüber hinaus schuf Jacopo Tintoretto ein Gemälde der Familie in der typischen Anbetungshaltung Mariens (s. o.).